# Wahns

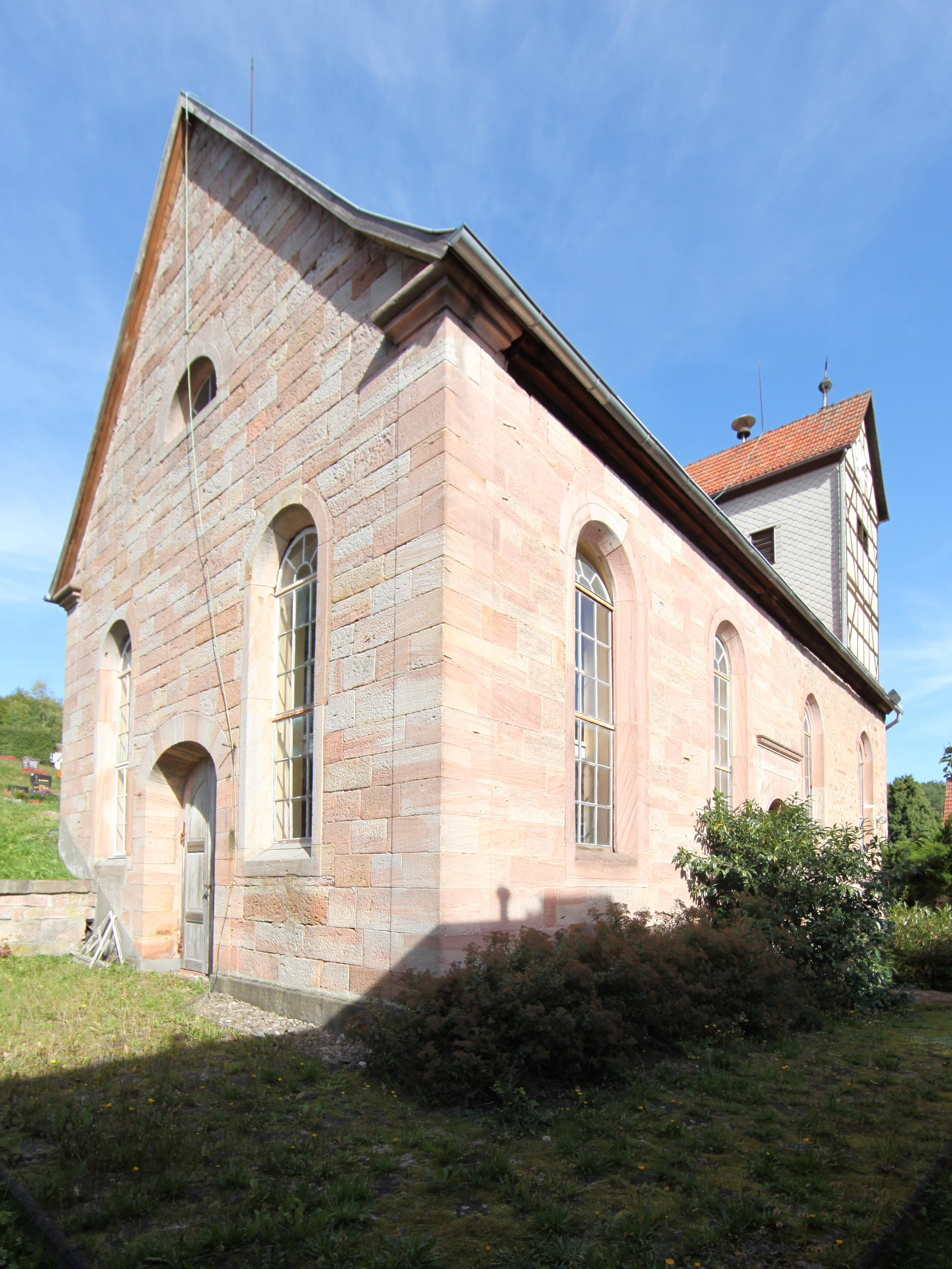
Evangelische Kirche

Wahns ist ein Ortsteil der Stadt Wasungen im Landkreis Schmalkalden-Meiningen in Thüringen.

## Geografie
Wahns liegt im Tal der Katza in der Vorderrhön, rund 12 Kilometer von der Kreisstadt Meiningen entfernt.

## Geschichte
Erstmals wurde der Ort im 9. Jahrhundert als Wanesdorf erwähnt. Der Ort gehörte im frühen Mittelalter zur Cent Friedelshausen, die bis 1297 bzw. 1330, 1335 dem Hochstift Würzburg zu Lehen ging. Durch wiederholte Verpfändungen gelangte es in den Besitz der Grafen von Henneberg. Um 1350 gehörte der Ort zum Amt Sand. Um 1470 soll der Ort wüst gelegen haben. Auch die Kirche war geplündert und wurde erst 1584 wieder erneuert. Verheerende Auswirkungen hatte der Dreißigjährige Krieg. In den drei zur Pfarrei Katz gehörenden Kirchspielen starben zwischen 1634 und 1635  250 Personen an der Pest.
Wahns war 1622–1677 von Hexenverfolgungen betroffen: Zwei Personen gerieten in Hexenprozesse, von dem Prozess gegen Valentin Dahn ist der Ausgang unbekannt. Catharina Scharfenberg erhielt 1677 eine Kirchenstrafe.
1668 hatte das Dorf wieder 58 Einwohner. Jahrhundertelang war die Landwirtschaft Haupterwerbsquelle der Bewohner. Mit der industriellen Entwicklung in den nahegelegenen Städten Meiningen und Wasungen fand ein Großteil der Einwohner dort eine Beschäftigung. 1708–1710 wurde die heutige, unter Denkmalschutz stehende Kirche errichtet.
Von 1829 bis 1869 gehörte der Ort zum Verwaltungsamt Wasungen und danach zum Landkreis Meiningen im Herzogtum Sachsen-Meiningen. Ab 1920 gehörte der Ort zum Freistaat Thüringen.
Am 1. Januar 2019 wurde die Gemeinde Wahns in die Stadt Wasungen eingegliedert. Sie gehörte der Verwaltungsgemeinschaft Wasungen-Amt Sand an.

## Vereine
- Feuerwehrverein Wahns e.V.
- Männergesangverein „Edelweiß“ Wahns e.V.
- Sportverein „SV65“ Wahns e.V.

## Politik
Der ehrenamtliche Ortsteilbürgermeister Swen Koch wurde am 26. Mai 2024 gewählt. Gemeinsam mit vier weiteren Mitgliedern bildet er den Ortsteilrat.